# Чанд Бардаи
Чанд Бардаи (хинди चंदबरदाई; возможно, 30 сентября 1149 — около 1200) — индуистский брахман и поэт, происходивший из Лахора и живший при дворе последнего индуистского правителя Дели перед мусульманским завоеванием Притхвираджа III.
О его личной жизни известно не так много. Есть сведения о том, что он был дважды женат и имел десять детей от двух жён, девять сыновей и одну дочь; разбирался во многих науках того времени, слыл знатоком пуран, а также был не просто придворным поэтом, а именно приближённым короля, сопровождая его в его войнах.
Наиболее известным его произведением является «Сказание о Притхвирадже», эпическая поэма, написанная на раннем варианте языка хинди и состоящая из более чем 10000 строф, описывающая в поэтической форме подвиги и похождения Притхвираджа и его приближённых. Данная поэма является самым ранним известным литературным памятником на данном языке и содержит, пусть и в форме сказания, ценные исторические сведения, особенно о социальной и родовой структуре касты кшатриев в северной части Индии. Тем не менее, в качестве настоящего исторического источника данная поэма рассматриваться не может.
Долгое время она существовала лишь в устной форме, но приблизительно к XVII веку приняла известный сегодня вид. Существует как минимум 50 различных рукописных её вариантов, старейший из которых датируется приблизительно 1610 годом, однако все они отличаются от оригинального произведения, от которого, по мнению учёных, сохранились лишь фрагменты. Поэма является важной частью культурного наследия северо-запада Индии, где народные сказители исполняли отрывки из неё как минимум до первой половины XX века.